# Eugenio Pereira Salas
Eugenio Pereira Salas (Santiago, 19 de mayo de 1904-ibídem, 17 de noviembre de 1979) fue un historiador chileno, galardonado con el premio nacional de Historia en 1974.

## Biografía
Eugenio Miguel Pereira Salas nació en Santiago de Chile el 19 de mayo de 1904. Fue hijo de Francisco Pereira Gandarillas y de Florencia Salas Errázuriz.
Estudió en el colegio La Salle y el Instituto Nacional. Cursó sus estudios superiores en el Instituto Pedagógico de la Universidad de Chile, donde obtuvo el título de Profesor de Historia y Geografía.
Se especializó en la Universidad de La Sorbonne (Francia) y luego en la Universidad de California, Berkeley.
Abordó el  tema de la cultura y el arte en Chile, sección de la historia dejada de lado por los acontecimientos políticos. Sus investigaciones versaron sobre el teatro, la música, la danza, la arquitectura y los juegos populares, especialmente durante el periodo colonial, y otros aspectos de la vida cotidiana, tales como la cocina.
Por su trabajo historiográfico, se hizo merecedor del primer Premio Nacional de Historia en 1974.
En 1938 fundó el Instituto Chileno-Norteamericano de Cultura. Fue presidente de la Academia Chilena de Historia entre 1962 y 1979. Fue director de departamentos y unidades académicas de la Universidad de Chile, como el Instituto de Investigaciones Musicales y el Centro de Investigaciones de Historia Americana. Fue además Decano de la Facultad de Filosofía y Educación.
Se casó con Odilia -Lila- Cerda Amigo, pianista y profesora universitaria. No tuvieron hijos.

## Obras
- Los orígenes del arte musical en Chile (1941)
- Juegos y alegrías coloniales en Chile (1947)
- Apuntes para la historia de la cocina chilena (1943)
- Guía bibliográfica para el estudio del folklore chileno  (1952)
- Pepe Vila. La zarzuela chica en Chile (1952)
- América del Sur. Perú - Bolivia - Paraguay - Argentina - Chile. Período Nacional (1956)
- Historia de la música en Chile (1850- 1900) (1957)
- Historia del arte en el Reino de Chile (1965)[4]
- Los primeros contactos entre Chile y los Estados Unidos, 1778- 1808 (1971)
- Historia del teatro en Chile desde sus orígenes hasta la muerte de Juan Casacuberta, 1848 (1974)
- Apuntes para la historia de la cocina chilena (1977)
- Bibliografía musical de Chile desde los orígenes a 1886 (1978)
- Estudios sobre la historia del arte en Chile republicano (1992, póstumo)